# Colombophiloscia romanorum
Colombophiloscia romanorum är en kräftdjursart som beskrevs av Albert Vandel 1981. Colombophiloscia romanorum ingår i släktet Colombophiloscia och familjen Philosciidae. Inga underarter finns listade i Catalogue of Life.